# Laveline-du-Houx
Laveline-du-Houx és un municipi francès, situat al departament dels Vosges i a la regió del Gran Est. L'any 2007 tenia 221 habitants.

## Demografia

### Població
El 2007 la població de fet de Laveline-du-Houx era de 221 persones. Hi havia 96 famílies, de les quals 28 eren unipersonals (16 homes vivint sols i 12 dones vivint soles), 36 parelles sense fills i 32 parelles amb fills.
La població ha evolucionat segons el següent gràfic:
Habitants censats

### Habitatges
El 2007 hi havia 139 habitatges, 91 eren l'habitatge principal de la família, 39 eren segones residències i 8 estaven desocupats. 135 eren cases i 3 eren apartaments. Dels 91 habitatges principals, 79 estaven ocupats pels seus propietaris, 10 estaven llogats i ocupats pels llogaters i 2 estaven cedits a títol gratuït; 8 tenien tres cambres, 17 en tenien quatre i 67 en tenien cinc o més. 87 habitatges disposaven pel capbaix d'una plaça de pàrquing. A 39 habitatges hi havia un automòbil i a 42 n'hi havia dos o més.

### Piràmide de població
La piràmide de població per edats i sexe el 2009 era:
| Homes | Edats   | Dones |
| ----- | ------- | ----- |
| 0     | 95 o +  | 0     |
| 0     | 90 a 94 | 0     |
| 0     | 85 a 89 | 8     |
| 0     | 80 a 84 | 0     |
| 8     | 75 a 79 | 4     |
| 8     | 70 a 74 | 4     |
| 8     | 65 a 69 | 4     |
| 4     | 60 a 64 | 4     |
| 4     | 55 a 59 | 8     |
| 16    | 50 a 54 | 0     |
| 4     | 45 a 49 | 8     |
| 8     | 40 a 44 | 0     |
| 4     | 35 a 39 | 8     |
| 8     | 30 a 34 | 12    |
| 0     | 25 a 29 | 4     |
| 0     | 20 a 24 | 4     |
| 0     | 15 a 19 | 8     |
| 16    | 10 a 14 | 4     |
| 12    | 5 a 9   | 8     |
| 4     | 0 a 4   | 8     |

## Economia
El 2007 la població en edat de treballar era de 141 persones, 110 eren actives i 31 eren inactives. De les 110 persones actives 98 estaven ocupades (58 homes i 40 dones) i 12 estaven aturades (3 homes i 9 dones). De les 31 persones inactives 11 estaven jubilades, 10 estaven estudiant i 10 estaven classificades com a «altres inactius».

### Ingressos
El 2009 a Laveline-du-Houx hi havia 92 unitats fiscals que integraven 216 persones, la mediana anual d'ingressos fiscals per persona era de 16.548 €.

### Activitats econòmiques
Dels 7 establiments que hi havia el 2007, 1 era d'una empresa de fabricació d'altres productes industrials, 4 d'empreses de construcció, 1 d'una empresa d'hostatgeria i restauració i 1 d'una empresa de serveis.
Dels 5 establiments de servei als particulars que hi havia el 2009, 1 era un taller de reparació d'automòbils i de material agrícola, 1 paleta, 1 fusteria, 1 lampisteria i 1 restaurant.
L'any 2000 a Laveline-du-Houx hi havia 9 explotacions agrícoles que ocupaven un total de 300 hectàrees.

## Equipaments sanitaris i escolars
El 2009 hi havia una escola elemental integrada dins d'un grup escolar amb les comunes properes formant una escola dispersa.

## Poblacions més properes
El següent diagrama mostra les poblacions més properes.